# Centre technique de l'agroalimentaire
Le Centre technique de l'agroalimentaire (CTAA) est un centre technique tunisien fournissant une assistance technique aux industriels du secteur agroalimentaire.

## Statut
Il est créé sur proposition de l'Union tunisienne de l'industrie, du commerce et de l'artisanat par l'arrêté du 29 février 1996, conformément à la loi n°94-123 du 28 novembre 1994,.
Placé sous la tutelle du ministère de l'Industrie, le CTAA constitue une personne publique morale d'intérêt économique dotée de la personnalité civile et de l'autonomie financière.

## Organisation
Le CTAA est administré par un conseil d'administration composé de douze membres nommés par arrêté du ministre de l'Industrie, dont un quart représente l'administration publique et les trois quarts restants représentent la profession.
Le centre se structure en cinq directions :
- Direction des études et conseils et assistance technique ;
- Direction de la sécurité des aliments, de la qualité et de l'environnement ;
- Direction des analyses ;
- Direction de la formation et de la documentation ;
- Direction des services communs[3].

Au-delà de ses ressources propres, le CTAA reçoit des subventions de l'État tunisien et des fonds dans le cadre de la coopération internationale.

## Missions
Le CTAA vise à apporter une assistance technique aux entreprises du secteur de l'agroalimentaire. Ses activités se subdivisent en trois catégories :
- les activités commerciales (études, assistance technique, développement de produits, analyses ou essais, formation, information et documentation à la demande d'entreprises) ;
- les activités de soutien au secteur (veille technologique, études prospectives et sensibilisation à l'innovation) ;
- les activités pour le compte de l'administration publique (suivi et gestion de programmes nationaux, suivi des projets de coopération, secrétariat du comité Tunisie du codex Alimentarius, participation aux travaux de normalisation et réglementations, etc.)[4].